# Das Fräulein und der Vagabund
Das Fräulein und der Vagabund ist eine deutsche Filmkomödie des Kameramanns Albert Benitz mit Eva-Ingeborg Scholz und John Pauls-Harding sowie den beiden Nachwuchsmimen Dietmar Schönherr und Hardy Krüger in den Hauptrollen.

## Handlung
Der junge Hannes, der titelgebende Vagabund, ist ein unbeschwert vor sich hinlebender Luftikus, der gern mit Frauen anbandelt, aber nie wirklich ernste Absichten hat. Eines Tages kommt er in ein hübsches, etwas verschlafen wirkendes, norddeutsches Dorf in der Lüneburger Heide. Hier wird sein neuestes „Opfer“ die adrette, noch nicht vollkommen zu Ende ausgebildete Dorfschullehrerin Regine, die sich prompt in den unbekümmerten Womanizer verliebt. Die lebenslustige Regine ist jedoch gar nicht frei und ungebunden, sondern viel mehr mit dem jungen Beamten Gerhard Renken verlobt. Der ist ziemlich konventionell, wenig spontan und kann in vielerlei Hinsicht mit der ausgelassenen Regine nicht mithalten. Hannes ist da ganz anders; sein neuester Einfall beeindruckt Regine sehr: Er hat sich eine Kutsche nicht ganz legal „ausgeliehen“, um mit Regine eine romantische Tour durch die Gegend und vor allem durch die liebliche Heidelandschaft zu machen. Es kommt wie es kommen muss: Die beiden verbringen die kommende Nacht miteinander.
Da Hannes das ganze Gegenteil des ein wenig langweiligen und spießigen Gerhard ist, löst Regine am darauf folgenden Tag ihre Verlobung mit dem Behördenmann und gibt ihre sichere Position als Dorfschullehrerin auf. Doch Hannes will sich nicht binden, und wie erwartet reagiert er ablehnend auf Regines Absicht, nunmehr mit ihm ihr Leben verbringen zu wollen. Nun hat Regine überhaupt keinen Mann mehr an ihrer Seite, und sie beschließt, ihre Heideheimat zu verlassen. Gerhards Mutter eilt angesichts der Nachricht, dass ihr Sohn nicht länger mit Regine verlobt sei, zum Bahnhof und kann Regine überzeugen, dass Gerhard sie unbedingt braucht. Denn auch dieser junge Mann neigt zu Kurzschlussreaktionen und ist plötzlich wie vom Erdboden verschluckt. Zurückgelassen hat er lediglich eine beunruhigende Nachricht an seine Mutter. Gerhard und Hannes begegnen sich, und es kommt zu einer heftigen Auseinandersetzung, während der Hannes dem nunmehr plötzlich hitzköpfigen Ex Regines klarmacht, dass diese eigentlich nur ihn liebt. Am darauf folgenden Morgen wird Regine von ihrer Schulklasse zu einem vor einiger Zeit versprochenen Ausflug in die Heide abgeholt. In der Heide trifft Regine Gerhard, der als „neuer Schüler“ ebenfalls von Regine lernen will, wenngleich in vollkommen anderer Hinsicht als die Schüler. Hannes hält nun nichts mehr in der Heide, und er zieht weiter.

## Produktionsnotizen
Die Dreharbeiten fanden ab April 1949 in den Junge Film-Union-Studios in Bendestorf sowie in der Lüneburger Heide statt. Die Premiere war am 1. November 1949 in den Harvestehuder Lichtspielen in Hamburg, in Berlin lief der Streifen am 26. Januar 1950 an.
Georg Mohr übernahm die Produktionsleitung, Erich Grave entwarf die Filmbauten. Friedrich Albrecht zeichnete für den Ton zuständig.
Für Schönherr und Krüger war dies bereits die zweite gemeinsame Filmarbeit; beide debütierten 1943/44 in dem NS-Propagandafilm Junge Adler.
Der Film war der größte Misserfolg in der noch jungen Geschichte der produzierenden Junge Film-Union. Trotz der geringen Kosten von 350.000 DM – damit die billigste JFU-Produktion überhaupt – spielte Das Fräulein und der Vagabund lediglich 110.000 DM ein.

## Kritiken
Der Film war zu seiner Aufführungszeit ein herber Misserfolg, nicht zuletzt aufgrund der, wie man damals empfand, moralischen Fragwürdigkeit der jugendlichen Protagonisten. “Die katholische Kirche riet in ihrem „Filmdienst“ vom Besuch des Films ab, die evangelische Kirche sprach sich ebenfalls gegen ihn aus, und die Regierung des Saarlandes untersagte gar seine öffentliche Aufführung auf ihrem Hoheitsgebiet”, wie das Filminstitut Hannover erinnerte.
Im Lexikon des Internationalen Films heißt es: „…ohne künstlerische Ambition und großen Unterhaltungswert.“
Cinema urteilte: “Heimatromanze, so flach wie die Lüneburger Heide”.